# Il trono di Ringworld
Il trono di Ringworld (titolo originale The Ringworld Throne, 1996) è un romanzo di fantascienza dello scrittore statunitense Larry Niven. 
Inserito nel Ciclo dello Spazio conosciuto, è il diretto sequel de Il segreto dei costruttori di Ringworld (Ringworld's Engineers, 1980) ed è seguito da I figli di Ringworld (Ringworld's Children, 2004).

## Edizioni
- Larry Niven, The Ringworld Throne, Ballantine Books, 1996,  pp. 424, ISBN 0-345-35861-9.
- Larry Niven, Il Trono di Ringworld, traduzione di Delio Zinoni, collana Urania n° 1389, Arnoldo Mondadori Editore, 2000,  p. 354, ISSN 1120-5288.